# Andra Bică
Andra Bică (n. 30 iunie 1982) este un senator român, ales în 2024 din partea PSD. 